# Zuidgeest
Zuidgeest is een buurtschap in de gemeente Bergen op Zoom in de Nederlandse provincie Noord-Brabant.

## Geschiedenis
Zuidgeest was aanvankelijk een heerlijkheid, die echter -voor zover bekend- geen eigen heren bezat, maar rechtstreeks onder de heren van Breda, en later Bergen op Zoom, viel. Vanaf omstreeks 1250 is er sprake van deze plaats. Zuidgeest was bestuurlijk echter zelfstandig en bezat een eigen schepenbank. Kerkelijk behoorde Zuidgeest afwisselend tot de parochies Bergen op Zoom, Huijbergen en Woensdrecht. Tot de heerlijkheid Zuidgeest behoorde ook de buurtschap Heimolen, maar niet de zich daar bevindende molen.
In 1810 werd Zuidgeest gevoegd bij de gemeente Woensdrecht, om bij de gemeentelijke herindeling van 1997 bij de gemeente Bergen op Zoom te worden gevoegd.